# Caryophyllia capensis
Caryophyllia capensis är en korallart som beskrevs av Gardiner 1904. Caryophyllia capensis ingår i släktet Caryophyllia och familjen Caryophylliidae.
Artens utbredningsområde är Indiska oceanen. Inga underarter finns listade i Catalogue of Life.